# José María Movilla
José María Movilla Cubero (Madrid, 8 febbraio 1975) è un ex calciatore spagnolo, di ruolo centrocampista.

## Carriera
Nel settembre 2012 viene ingaggiato a titolo gratuito dalla sua ex squadra, il Real Saragozza.
Chiude la sua carriera con la squadra aragonese nel 2014, all'età di 39 anni..

## Palmarès
- Segunda División spagnola: 2

Málaga: 1998-1999
Atlético Madrid: 2001-2002
- Coppa di Spagna: 1

Real Saragozza: 2003-2004
- Supercoppa di Spagna: 1

Real Saragozza: 2004